# Kõrgessaare looduskaitseala
Rezerwat przyrody Kõrgessaare (est. Kõrgessaare looduskaitseala) – rezerwat przyrody leżący na wyspie Hiuma w prowincji Hiuma, Estonia. Położony jest na zachód od wsi Pihla. Rezerwat oznaczony jest kodem KLO1000611.
Rezerwat został założony w 2009 roku w celu ochrony naturalnego środowiska leśno-łąkowo-bagiennego ze szczególnym uwzględnieniem ochrony stanowisk dzikich orchidei. Rezerwat obejmuje nadbrzeżne łąki, obszar źródeł Pihla oraz krasowe formy w okolicach Kurisu Lauka.
Na terenie rezerwatu występuje 15 gatunków stooczyków m.in.: lisera jajowata (Neottia ovata), obuwik pospolity, kruszczyk błotny (Epipactis palustris), dwulistnik muszy (Ophrys insectifera), buławnik czerwony (Cephalanthera rubra) czy miodokwiat krzyżowy (Herminium monorchis). Na terenie rezerwatu znajdują się miejsca lęgowe m.in. rybitwy popielatej i rybitwy rzecznej.